# الحبار ذو الزعانف الكبيرة
الحبار ذو الزعانف الكبيرة (بالإنجليزية: Bigfin reef squid) أو الحبار اللامع أو الحبار البيضاوي، وهو نوع مهم تجاريًا من الحبار اللوليجينيد. إنه أحد الأنواع الثلاثة المعترف بها حاليًا والتي تنتمي إلى جنس سبيوتوسيز. ومع ذلك، فقد أشارت الدراسات التي أجريت في عام 1993 إلى أن حبار الشعاب المرجانية ذات الزعنفة الكبيرة قد تشتمل على مجمع من الأنواع الخفية. من المحتمل أن تتضمن الأنواع عدة أنواع متشابهة جدًا وذات صلة وثيقة.
تتميز حبار الشعاب المرجانية ذات الزعنفة الكبيرة بزعنفة بيضاوية كبيرة تمتد عبر حواف هيكله، مما يمنحها تشابهًا سطحيًا مع الحبار. إنها حبار صغير إلى متوسط الحجم، يبلغ متوسط طولها 3.8 إلى 33 سم (1.5 إلى 13.0 بوصة). يعرضون عروض تزاوج متقنة وعادة ما تفرخ في مايو، ولكن يمكن أن تختلف حسب الموقع. يشبه حبار البرالافي البالغين المصغرين وهي رائعة لامتلاكها حيث بالفعل لديها القدرة على تغيير لون الجسم عند الفقس. تتمتع حبار الشعاب المرجانية ذات الزعانف بأسرع معدلات نمو مسجلة من أي لافقريات بحرية كبيرة، حيث تصل إلى 600 جرام (1.3 رطل) في أربعة أشهر فقط. هم من الأنواع قصيرة العمر، مع أقصى عمر مسجل يبلغ 315 يومًا.
يتألف النظام الغذائي للحبار ذو الزعانف المرجانية بشكل أساسي من القشريات والأسماك الصغيرة. توجد في المياه المعتدلة والاستوائية للمحيطين الهادئ والهندي، وقد تم إدخالها مؤخرًا إلى البحر الأبيض المتوسط كمهاجر ليسيبسيان. توجد عادة بالقرب من الشاطئ وبالقرب من الصخور والشعاب المرجانية. يتم صيدها بكميات كبيرة من أجل غذاء الإنسان في آسيا. نظرًا لمعدل نموها السريع، وقصر عمرها، وتحملها للمناولة والأسر، تعتبر حبار الشعاب المرجانية ذات الزعانف الكبيرة واحدة من أكثر الأنواع الواعدة لتربية الأحياء البحرية. كما أنها مصدر قيم للمحاور العملاقة للبحث الطبي.

## التصنيف والتسمية
تُعرف حبار الشعاب ذات الزعانف أيضًا باسم كالاماري الشمالي في أستراليا ونيوزيلندا، لتمييزها عن الحبار المرجاني الجنوبي (أو كالاماري الجنوبي)، سفيوتوسيز الأسترالي.

## وصف
مثل الأعضاء الآخرين من جنس الحبار المرجاني، من السهل تمييز حبار الشعاب المرجانية ذات الزعانف الأخرى من حيث أنها تمتلك زعانف بيضاوية سميكة وعضلية تمتد حول الوشاح بأكمله تقريبًا. تمتد الزعانف حوالي 83 إلى 97٪ من طول الوشاح ويبلغ عرضها من 67 إلى 70٪ من طول الوشاح. وبسبب هذه الزعانف، والحبار الشعاب bigfin مخطئون في بعض الأحيان ل الحبار،  حقيقة تعكسها أسمائهم العلمية. يظهر خط أزرق أو أبيض ضيق عند نقطة تعلق الزعانف بالعباءة. توجد أيضًا حافة سمين حيث تلتقي الزعانف في الجزء الخلفي من الحبار.
عباءة الحبار من الشعاب المرجانية ذات الزعانف أسطوانية، تتناقص إلى مخروط غير حاد في الخلف. عادة ما يكون الوشاح من 4 إلى 33 سنتيمتر (1.6 إلى 13.0 بوصة) طويلة عند الذكور و 3.8 إلى 25.6 سنتيمتر (1.5 إلى 10.1 بوصة) طويلة في الإناث. يمكن أن يصل كلا الجنسين إلى حد أقصى لطول الوشاح يبلغ 38 سنتيمتر (15 بوصة) . يزن الذكور البالغون 403.5 إلى 1,415 غرام (0.890 إلى 3.120 رطل)، في حين أن الإناث البالغات تتراوح بين 165 إلى 1,046 غرام (0.364 إلى 2.306 رطل) . يمكن لكلا الجنسين بلوغ حد أقصى للوزن الموثق 1.8 كيلوغرام (4.0 رطل) . الهامش الأمامي من الوشاح على الجانب البطني مقعر.
عيونهم كبيرة ومغطاة بالكامل بقرنية ثانوية شفافة. هم مخضرة في القاعدة. يوجد زوج من النتوءات البارزة (القمم الشمية) على السطح البطني للرأس عند الحافة الخلفية للعينين. منطقة الفم مدعومة بسبع زوائد مثلثة (مصاصات شدقية)، كل منها به من 0 إلى 7 مصاصات أقل من 0.2 مم وقطرها من 18 إلى 25 سنًا. تكون المناقير القوية والمنحنية والقصيرة (روسترا) في الغالب سوداء إلى بنية داكنة. يحتوي الراديولا على سبعة صفوف من الأسنان.

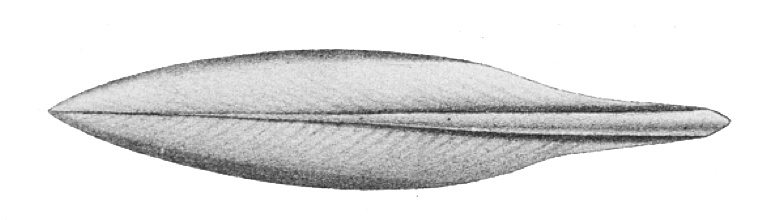
سيف القديس ليسونيانا

يبلغ عدد حوامل الحيوانات المنوية من الذكور حوالي 4.5 مليمتر (0.18 بوصة) طويل و 0.15 عرض مم. كيس الحبر على شكل كمثرى، مع طبقة خارجية فضية زرقاء وخضراء. ريشة الفأر (البقايا الداخلية الصلبة لقشرة الرخويات) هي بيضاوية الشكل ومدببة من كلا الطرفين (رمح). لديها منتصف عريض (rachis).
الأذرع الثمانية سميكة وتتناقص إلى نقطة ضيقة. فهي غير متساوية في الطول، حيث يكون زوج الذراع I هو الأقصر، يليه زوج الذراع II وزوج الذراع IV، وزوج الذراع III الأطول. كل منهم يمتلك صفين من المصاصون. يبلغ قطر كل مصاصة أقل من 2 مليمتر (0.079 بوصة)، يتناقص بشكل أقصى، وحلقة من 17 إلى 28 أسنان حادة حادة. يتم تعديل الذراع اليسرى للزوج الرابع في الذكور إلى عضو جنسي يعرف باسم هيكتوكوتيلوس. أنها تحمل نتوءات طويلة لحمي (الحليمات) مع مصاصات بلا أسنان في الجزء البعيد. اللوامس سميكة وطويلة، وتمتد بطول الوشاح عند التراجع. يتم ضغطها قليلاً بشكل جانبي. يوجد تلال بارزة (عارضة) على السطح الخارجي لكل من نوادي اللوامس (الطرف العريض للمخالب). هناك أربعة صفوف من المصاصون على الرجل (الجزء القريب من النادي) والداكتيلوس (الجزء البعيد من النادي). تمتلك الماصات الأكبر حجمًا الموجودة في وسط الرجل من 17 إلى 18 سنًا متباعدة على نطاق واسع.

### تلوين
تغطي الكروماتوفورات الكبيرة بكثافة الأسطح العلوية للرأس والعباءة والذراعين. يتم توزيعها بشكل متناثر على الجانب البطني. لا تمتلك الزعانف حوامل كروماتوفور على الجانب السفلي. تتراوح العينات الحية في اللون من الأبيض الكريمي الشفاف إلى الأصفر الباهت إلى الوردي البني والبنفسجي البني.

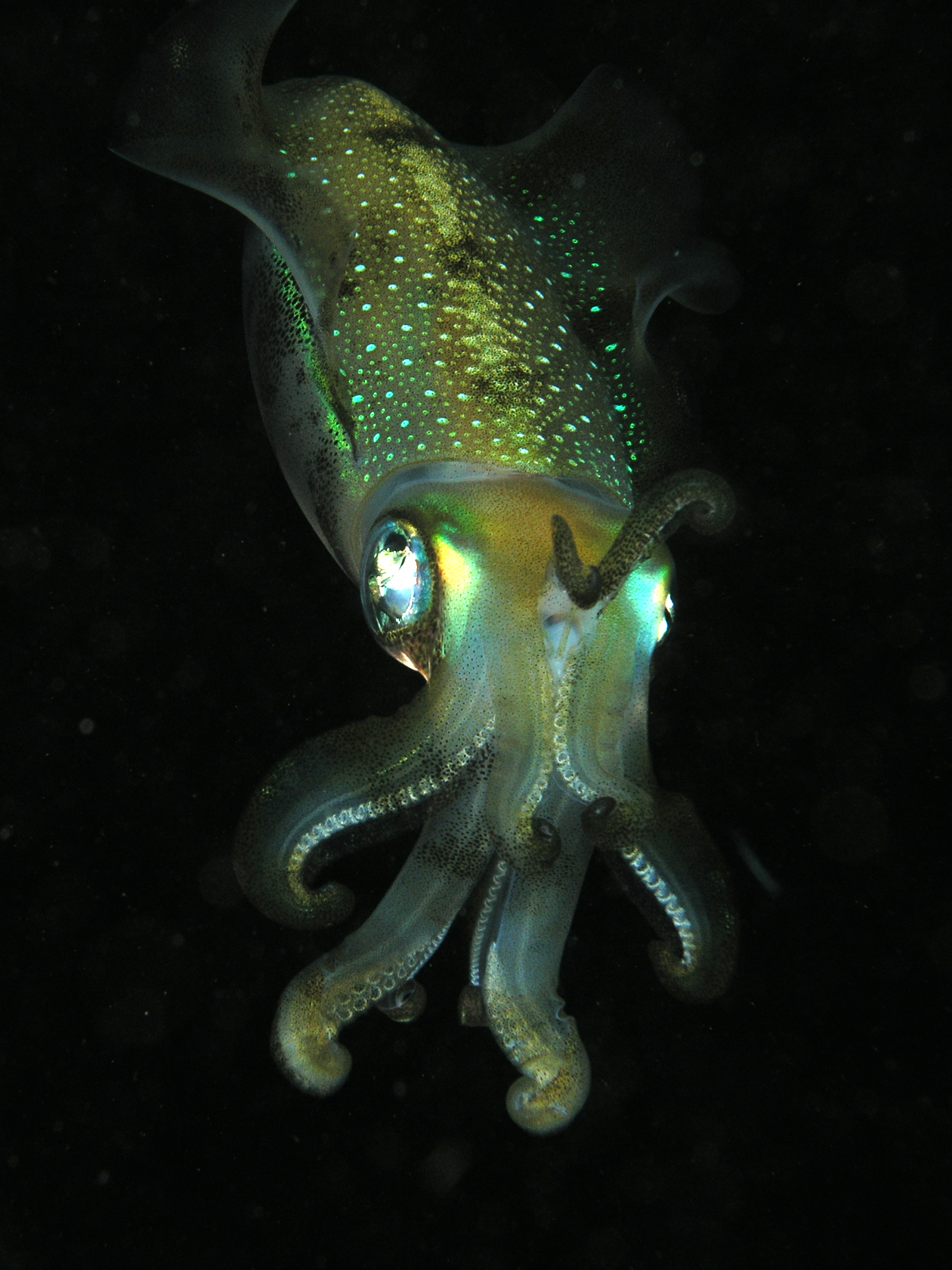
حبار مرجاني ذو زعانف كبيرة في أحد المنتزهات يُظهِر تقزحًا لونيًا زاهيًا. غالبًا ما ينجذبون إلى أضواء الغواصين في الليل.

مثل بعض رأسيات الأرجل الأخرى، فإن حبار الشعاب ذات الزعانف الكبيرة قادرة على تغيير لون الجسم وأنماطه بسرعة من خلال التحكم الطوعي في الكروماتوفور. أنها تمتلك أيضا إيريدوفورس (وخاصة في الرأس)، وهو شكل من تلون الهيكلي التي تنتج قزحي الألوان الأخضر والأحمر المعدني عندما مضيئة. من المحتمل أيضًا أن تكون واحدة من نوعين من الحبار مع ليوكوفورس. ليوكوفورس هو لون بنيوي من النوع العاكس يعكس الضوء المحيط، مثل الأبيض في الضوء الأبيض والأخضر في الضوء الأخضر وما إلى ذلك. تعتبر حبار الشعاب المرجانية ذات الزعانف رائعة لامتلاكها القدرة على إنتاج أنماط جسم معقدة من لحظة فقسها. بالمقارنة، لا تنتج أنواع الحبار اللوليجينيد الأخرى أنماطًا معقدة للجسم في أقل من أربعة أشهر من العمر. ومع ذلك، فإن الأنماط التي تنتجها حبار الشعاب المرجانية ذات الزعانف الكبيرة أقل تنوعًا من تلك الموجودة في حبار الشعاب المرجانية في منطقة البحر الكاريبي.
الحاملة القزحية عبارة عن لون هيكلي من النوع العاكس يعكس الضوء المحيط، مثل الأبيض في الضوء الأبيض والأخضر في الضوء الأخضر وما إلى ذلك. يعتبر حبار الشعاب المرجانية ذات الزعانف رائع لامتلاكه القدرة على إنتاج أنماط جسم معقدة من لحظة الفقس. بالمقارنة، لا تنتج أنواع الحبار اللوليجينيد الأخرى أنماطًا معقدة للجسم في أقل من أربعة أشهر من العمر. ومع ذلك، فإن الأنماط التي تنتجها حبار الشعاب المرجانية ذات الزعنفة الكبيرة أقل تنوعًا من تلك الموجودة في حبار الشعاب المرجانية في منطقة البحر الكاريبي.
لا تمتلك حبار الشعاب المرجانية ذات الزعنفة الكبيرة فوتوفور (photophores)، وبالتالي فهي ليست ضيائية حيوية حقًا.

### مثنوية الشكل الجنسية
غالبًا ما يكون من الصعب التمييز سطحيًا بين حبار الشعاب المرجانية ذكورًا وإناثًا. يقول بعض المؤلفين أن الإناث بشكل عام أصغر من الذكور،  ولكن هذا التمييز لم يتم ملاحظته في دراسات أخرى. ومع ذلك، فإن الفحص الدقيق للعينات الناضجة جنسياً يميز عادة الذكور عن الإناث من خلال وجود هيكتوكوتيلوس على الذراع اليسرى الرابعة في الذكور، والغدد nidical والمبايض الباهتة داخل الوشاح في الإناث. يُزعم أن الذكور يظهرون أيضًا نمطًا أكثر وضوحًا من الخطوط المستعرضة على جانبهم الظهري.

## علم البيئة

### توزيع والسكن

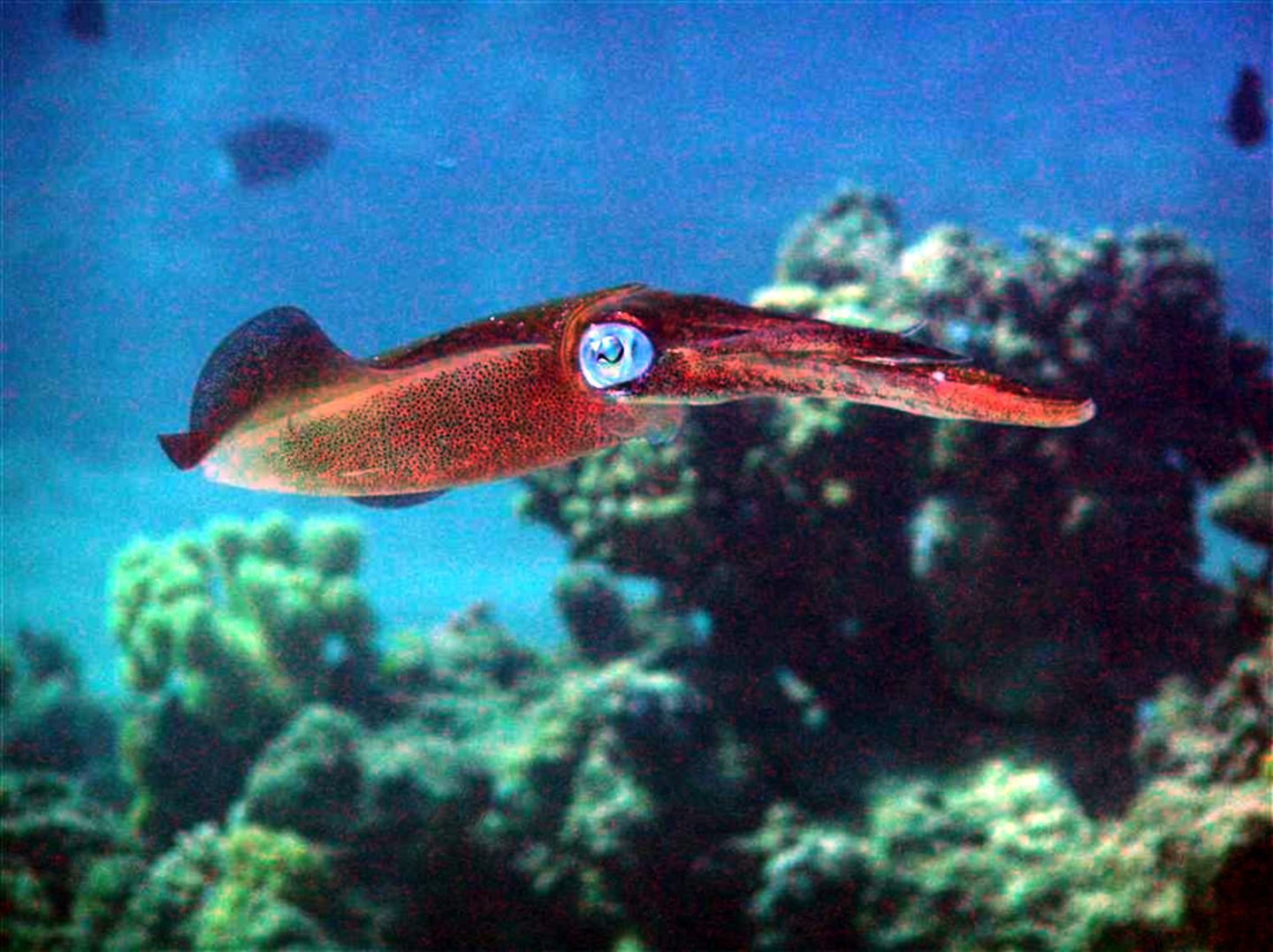
حبار مرجاني ذو زعانف كبيرة بين الشعاب المرجانية في البحر الأحمر بمصر

الحبار المرجاني ذو الزعانف هو حبار نريت دافئ يسكن الماء. عادة ما يتم العثور عليها من 0 إلى 100 متر (0 إلى 328 قدم) تحت سطح الماء. تميل إلى البقاء بالقرب من الشاطئ، بالقرب من الصخور والشعاب المرجانية. تكون أكثر نشاطًا خلال الليل وستنتقل إلى المياه العميقة أو تجد ملجأً في النهار. يمكن العثور على أعداد كبيرة من الأحداث مختبئين تحت الأخشاب الطافية.
الحبار ذو الزعانف هو النوع الأكثر انتشارًا في جنس الحبار المرجاني. توجد في المناطق المعتدلة والاستوائية في المحيط الهندي وغرب المحيط الهادئ. يمتد مداها الأصلي شرقًا إلى جزر هاواي، وغربًا إلى البحر الأحمر، وشمالًا إلى اليابان، وجنوبًا إلى أستراليا ونيوزيلندا (42 درجة شمالاً إلى 42 درجة جنوباً و 32 درجة شرقاً إلى 154 درجة غرباً). كما توسع النطاق ليشمل أجزاء من البحر الأبيض المتوسط. في عام 2002، تم توثيق حبار الشعاب المرجانية ذات الزعانف لأول مرة في خليج إسكندرون جنوب شرق البحر الأبيض المتوسط. ربما كانت موجودة بالفعل في أعداد كبيرة من السكان في المنطقة حيث اكتسبوا اسمًا شائعًا بين صيادي بحر إيجه وهو سوكيوبيلامارو (باليونانية: σουπιοκαλάμαρο) ويعني الشبية الحبار. هو مهاجر ليسبسي يصل البحر الأبيض المتوسط عبر قناة السويس.

### النظام الغذائي والحيوانات المفترسة
يأكل الحبار المرجاني ذو الزعانف مجموعة متنوعة من الكائنات البحرية المختلفة. فرائسها الرئيسية عادة ما تكون القريدس والقشريات الأخرى والأسماك. لوحظ أن العينات الأسيرة تستهلك سمكة واحدة كل 2 إلى 25 ساعة.
الحبار ذو الزعانف المرجانية، بدوره، يتم افتراسه من قبل التونة والمارلن وسمك أبو سيف والأسماك المفترسة الأخرى والأسماك القاعية.

### طفيليات
الحبار الشعاب المرجانية بمثابة المضيفين إلى الكوبيبودا كطفيلي خارجي مثل دوريديكولا سيمليز ودودة مثل قيمات الطفيليات الداخلية ديسييما كوشيداي و ديسيما اورينتال.

## علم الأحياء والسلوك

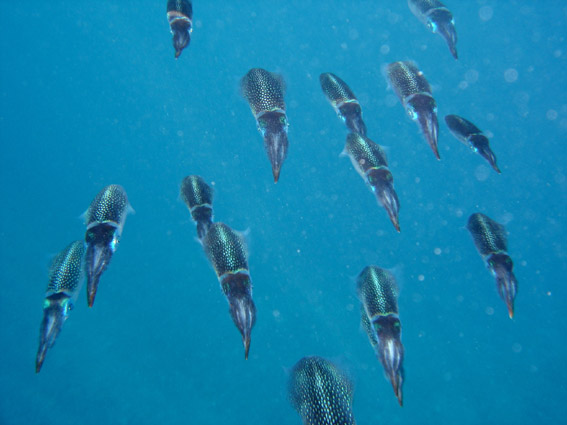
مدرسة من حبار الشعاب ذات الزعانف الكبيرة من جزيرة ريونيون، قبالة الساحل الشرقي لمدغشقر

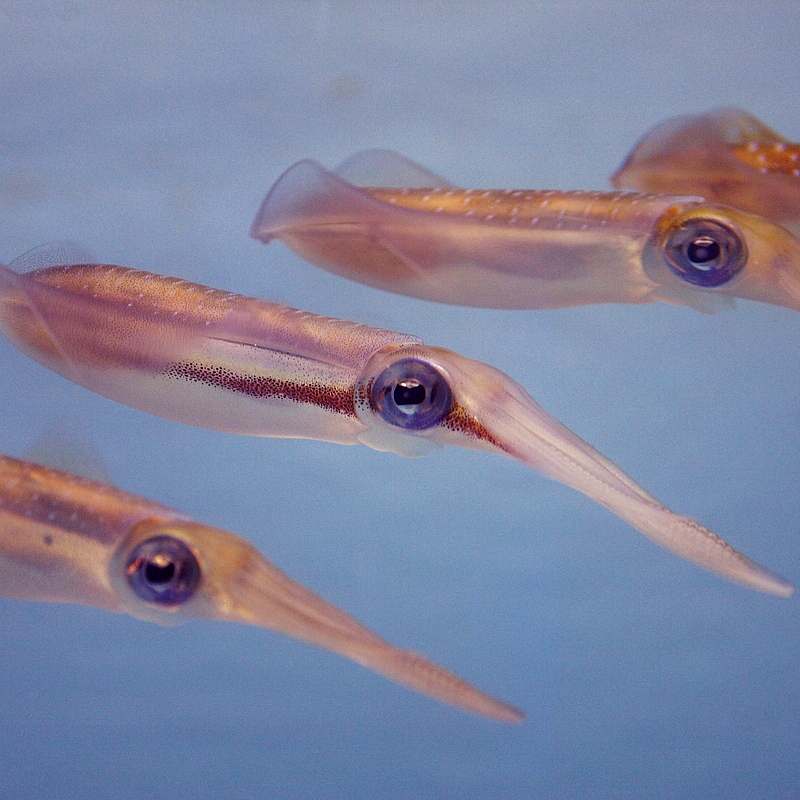
تعليم حبار الشعاب المرجانية ذو الزعانف الكبيرة من متنزه سوما أكوا لايف، كوبي، اليابان

ترتبط حبار الشعاب ذات الزعانف ارتباطًا وثيقًا بحبار الشعاب المرجانية الكاريبي (بالإنجليزية: Sepioteuthis sepioidea)، وهو نوع معروف بتفاعلاته الاجتماعية المعقدة. مثل حبار الشعاب المرجانية في منطقة البحر الكاريبي، تعرض حبار الشعاب المرجانية الكبيرة أيضًا عروض تزاوج متقنة.
تُظهر حبار الشعاب المرجانية ذات الزعانف الكبيرة أيضًا سلوكيات التعليم والمياه الضحلة. ستبقى حبار الشعاب المرجانية الصغيرة جدًا أيضًا قريبة من بعضها البعض (المياه الضحلة)، لكن لا تسبح معًا بالتوازي مع بعضها البعض (التعليم). على عكس معظم أنواع الحبار الأخرى، نادرًا ما تكون حبار الشعاب المرجانية ذات الزعنفة الكبيرة آكلة لحوم البشر. يمكن أن تشمل المياه الضحلة حيوانات بأحجام مختلفة دون تهديد الأعضاء الأكبر حجمًا بمهاجمة واستهلاك الأعضاء الأصغر. ما إذا كانت حبار الشعاب المرجانية الكبيرة تتعرف على بعضها البعض بشكل فردي لا يزال غير معروف.

### محور ضوئي
تُظهر الحبار ذات الزعانف المرجانية سلوكًا ضوئيًا إيجابيًا قويًا (جذب للضوء) وستتحرك بسهولة ضمن مسافة معينة من مصدر الضوء. اقترحت الدراسات أن هذا قد يكون سلوكًا تحفيزيًا لا إراديًا، حيث توقف الحبار فورًا جميع الحركات الأخرى بمجرد تشغيل مصدر الضوء. لا يهم لون الضوء، لكن ثبت أنه يتفاعل بقوة أكبر مع الأضواء تحت الماء بين شدة 1.5 إلى 2.5 lx، مع نطاقات ذروة من 2.5 إلى 10.0 lx.

### سمع
تمت دراسة حبار الشعاب المرجانية ذات الزعنفة الكبيرة والأخطبوط الشائع (بالإنجليزية: Octopus vulgaris) لحل نقاش دام قرنًا حول ما إذا كان بإمكان رأسيات الأرجل السماع. على عكس الأسماك، لا تمتلك رأسيات الأرجل مثانات سباحة مملوءة بالهواء، مما قد يضخم الموجات الصوتية التي تنتقل في الماء. تم نشر النتائج في عام 2009. وقد أظهر أن الحبار والأخطبوطات تستخدم الكيسات الاستاتيكية الخاصة بهم للكشف عن الاهتزازات، وهو عضو يستخدم بشكل أساسي للحفاظ على التوجه المكاني. يمكن أن يسمع الأخطبوط الشائع الأصوات بين 400 هرتز و 1000 هرتز. تتمتع حبار الشعاب المرجانية ذات الزعانف بنطاق سمعي أفضل قليلاً يبلغ 400 هرتز إلى 1500 هرتز. كلاهما يسمعون بشكل أفضل عند تردد 600 هرتز. نسبياً، سمعهم يمكن مقارنته بالقريدس وبعض اللافقاريات الأخرى ولكنه أقل حساسية من سمع معظم الأسماك.
يمكن تفسير الاختلاف في نطاقات السمع بالنسبة للأخطبوط وحبار الشعاب ذات الزعانف الكبيرة من خلال الاختلاف في موائلها. الأخطبوط قاع (قاع) مع قدرات تمويه ممتازة. من ناحية أخرى، عادة ما تكون حبار الشعاب المرجانية ذات الزعنفة الكبيرة في المياه المفتوحة مع أماكن اختباء محدودة. وبالتالي فإن السمع سيكون أكثر أهمية بالنسبة للحبار للهروب من الحيوانات المفترسة. تعتبر القدرة على السمع ذات أهمية خاصة لتجنب الحيوانات المفترسة للثدييات من الرتبة الفرعية للحيتان مسننة (خاصة الدلافين)، الذين يستخدمون تحديد الموقع بالصدى للعثور على الفريسة.

### سلوك التزاوج
تُظهر حبار الشعاب المرجانية ذات الزعانف اثنين من أكثر السلوكيات الاجتماعية شيوعًا لتشكيل الجسم والمواقف المرتبطة بالتزاوج.
الأول يُطلق عليه اسم «الغدد التناسلية المركزة»، حيث تعمل أحيانًا على زيادة وضوح الغدد التناسلية مع تقليل تلون باقي أجزاء الجسم. هذا يجعل أعضائهم التناسلية تظهر بيضاء ناصعة من خلال الوشاح الشفاف. قد يشير إلى الحالة الإنجابية للحبار الإشارة.
السلوك الشائع الآخر، الذي يُرى بشكل أساسي عند الذكور، يُطلق عليه اسم «الأذرع المنتشرة»، حيث يقوم الحبار بإمالة جسمه قليلاً للأمام، ورأسه لأسفل، وتنتشر ذراعيه على نطاق واسع ويرتفعان فوقها. عباءة مظلمة. يظهر هذا السلوك في الغالب عندما تطارد الحبار أو تتبع شخصًا آخر. يُعتقد أنه إشارة إلى الإثارة التناسلية أو العدوانية، على غرار «عرض الحمار الوحشي» لسلوك الحبار المرجاني الكاريبي، وسلوك «عرض الحمار الوحشي الشديد» لـ أوفيسيناليس البني الداكن، و «العرض الجانبي» لـ البني داكن ‏. ستستخدم الإناث أحيانًا هذا العرض لرفض الذكور المغازلة.
هناك ثلاثة سلوكيات مغازلة معروفة في حبار الشعاب المرجانية ذات الزعانف الكبيرة، يطلق عليها اسم «التزاوج المقلوب الذكوري»، والتزاوج «الموازي للذكور»، والتزاوج «وجهاً لوجه». يستمر الإدراج الفعلي في كل وضع لبضع ثوانٍ فقط.
التزاوج «المقلوب للذكور» يتضمن السباحة السريعة ذهابًا وإيابًا من قبل الذكر المغازل بجانب أنثى السباحة البطيئة. سوف ينقلب الذكر بعد ذلك بحيث يسبح رأسًا على عقب ويندفع سريعًا إلى الأمام نحو الأنثى. سوف يقذف بسرعة العديد من حوامل الحيوانات المنوية من قمعه إلى هيكتوكوتيلوس الخاص به ويحاول إيداعها في قمع فم الأنثى، ثم ينفث بعيدًا عن الأنثى. يعتبر التزاوج «وجهاً لوجه» أحد أشكال هذا التكتيك.
يتضمن التزاوج «الموازي للذكور» السباحة بين الذكور والإناث جنبًا إلى جنب. يرفع الذكر بعد ذلك واحدًا أو اثنين من ذراعيه لأعلى وأرجحهما ذهابًا وإيابًا. يتحرك تحت الأنثى ويقبض عنق الأنثى بذراعيه. على عكس السلوكيات السابقة، في هذا الوضع، يقوم الذكر فعليًا بإدخال هيكتولوسه في تجويف عباءة الأنثى، ويربط حوامل الحيوانات المنوية عند فتحة قناة البيض بدلاً من الفم. ربما لهذا السبب، عادة ما يكون أكثر نجاحًا في تخصيب الأنثى من سلوكيات التزاوج الأخرى.
بالإضافة إلى ما سبق، غالبًا ما ينخرط الذكور في سلوك «التسلل». في هذا السيناريو، يقوم الذكر الأصغر بإرفاق حوامل منوية بمنطقة فم الأنثى بينما يتودد لها ذكر أكبر باستخدام سلوك «الذكر المقلوب». حتى عند النجاح، فإن الذكر الذي يستخدم هذه الاستراتيجية عادة ما يطرده الذكر الأكبر بعد ذلك.
تبقى حوامل الحيوانات المنوية عادة منغمسة بالقرب من فم الأنثى. يحدث التزاوج عادة قبل التبويض بوقت طويل، ولكنه قد يحدث أيضًا على أسس التكاثر نفسها. في تلك الحالات، يبقى الذكر بالقرب من جانب الأنثى وهي تضع البيض.
لوحظ أن الذكور يظهرون سلوكيات تزاوج مع ذكور آخرين. تم العثور على بعض الذكور مع العديد من حوامل الحيوانات المنوية المضمنة في قمع الفم. نظرًا لأن حبار الشعاب المرجانية ذات الزعنفة الكبيرة تميز الجنس عن طريق الإشارات البصرية، فقد يكون هذا شكلاً من أشكال الخداع. ربما يفترض الذكور الأصغر (يُطلق عليهم «المقلدات الأنثوية» أو «الذكور الحذاء الرياضي») نمطًا جسديًا نموذجيًا للإناث من أجل خداع الذكور الأكبر حجمًا. معتقدين أنهم إناث، سوف يهدرون حوامل نطافهم عليهم. وقد لوحظ هذا السلوك أيضًا في رأسيات الأرجل الأخرى.

### التكاثر ودورة الحياة

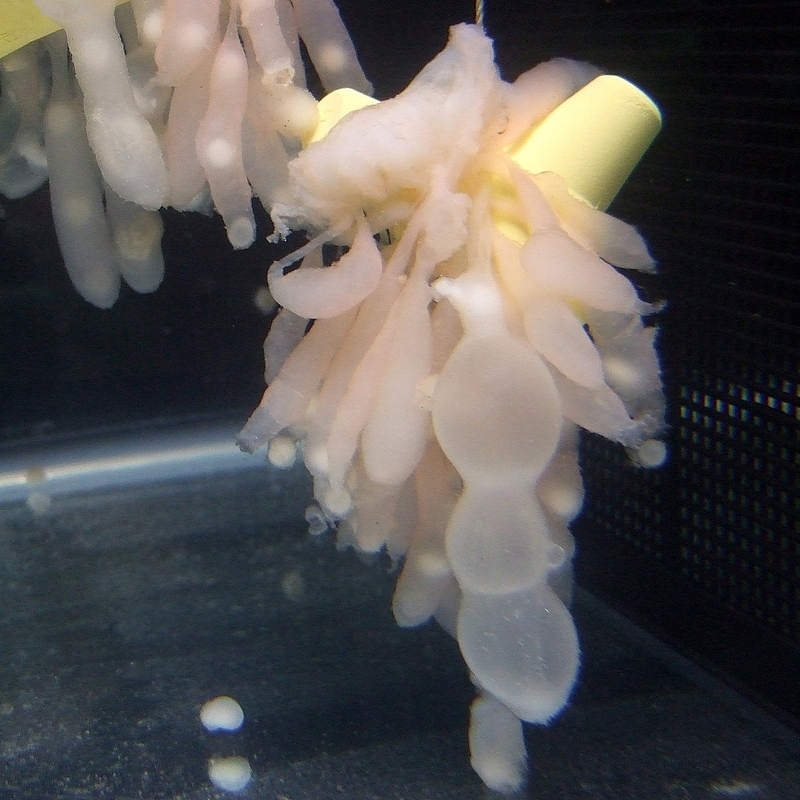
خيوط بيض من الحبار المرجاني ذو الزعانف الكبيرة

يبدأ موسم التفريخ الرئيسي للحبار ذو الزعانف المرجانية عادةً في شهر مايو، لكنها تضع البيض على مدار السنة ويمكن أن تختلف مواسم التزاوج حسب الموقع. يمكن للأنثى العازبة أن تلد أكثر من مرة في حياتها. يمكن للإناث إطلاق 20 إلى 1180 بيضة لكل فرد وتموت بعد ذلك بوقت قصير.
تلد الإناث عن طريق تمرير البيض من قنوات البيض. يتم بعد ذلك تغليف هذه البيض بمواد هلامية من الغدد الأساسية والغدد البيضية، مكونة «كبسولة» بيضة. تحتوي كبسولات بيض حبار الشعاب المرجانية على من 2 إلى 9 بيضات لكل منها. يتم وضعها في خيوط مستقيمة مفردة على الصخور والشعاب المرجانية والنباتات المائية والفروع المغمورة والأسطح الأخرى. في هذه المرحلة، يبلغ عدد البيض 3 مليمتر (0.12 بوصة) وقطرها حوالي 58.2 مليمتر (2.29 بوصة) في الطول و 12.6 مليمتر (0.50 بوصة) في العرض، في المتوسط.

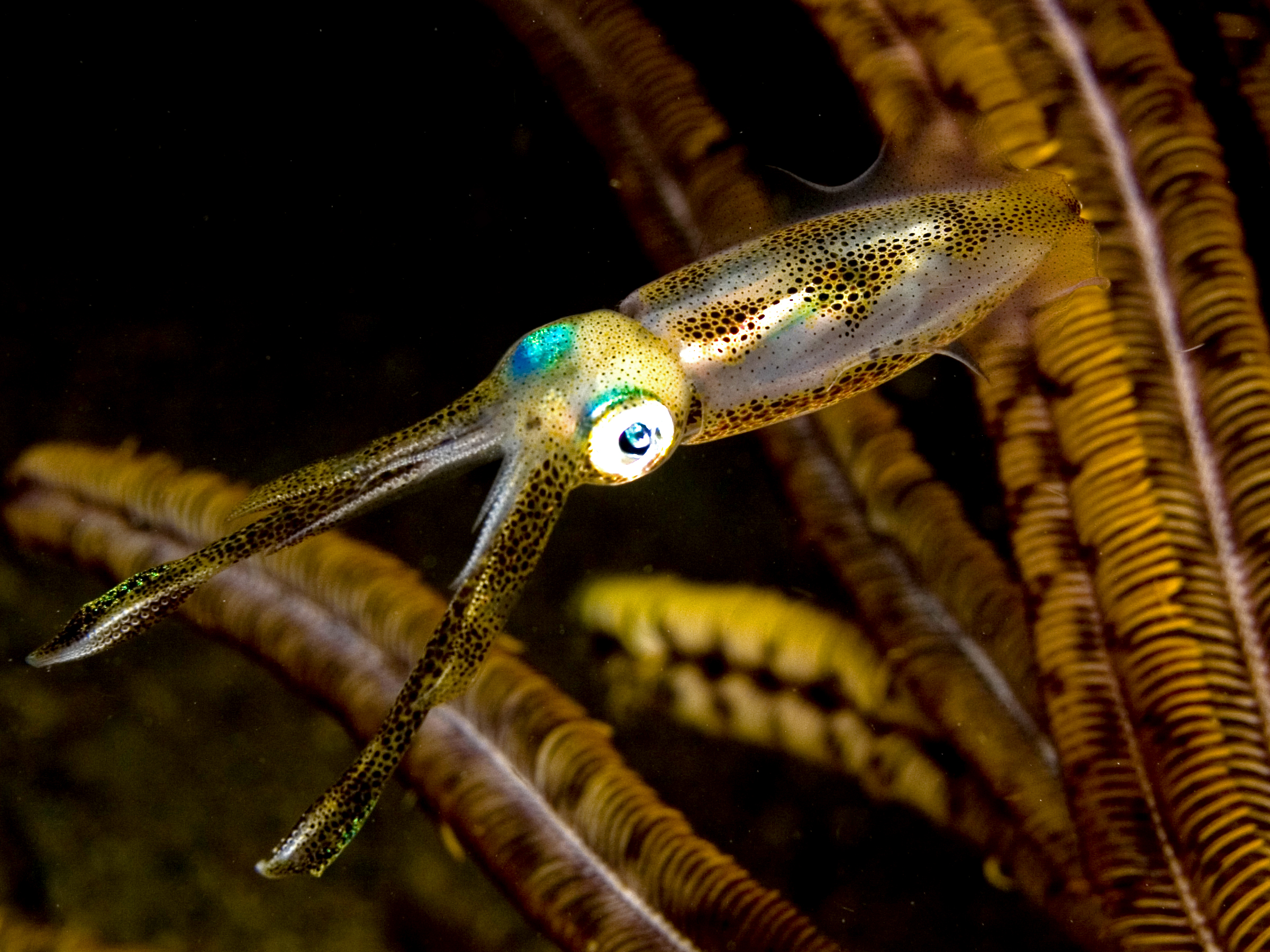
حبار مرجاني صغير (ربما شبه بالغ) من تيمور الشرقية

تحتضن الكبسولات حوالي 3 أسابيع، حسب درجة الحرارة. في إندونيسيا الأكثر دفئًا، تم تسجيل فترة الحضانة من 15 إلى 16 يومًا فقط، بينما تستغرق في تايلاند حوالي 20 إلى 22 يومًا. تتضخم تدريجياً عن طريق امتصاص الماء، لتصل إلى حوالي 82.4 مليمتر (3.24 بوصة) في الطول و 14.6 مليمتر (0.57 بوصة) في العرض. يبقى البيض غير المخصب أبيض حليبي ولا يتطور أكثر. يخضع البيض المخصب لانقسام خلوي يصل قطره إلى 16 مليمتر (0.63 بوصة) مع الجنين النامي في 11 مليمتر (0.43 بوصة) في اليوم الذي يسبق الفقس. عند الفقس، فإن بارالارفا هي 6 مليمتر (0.24 بوصة) بطول الوشاح (باستثناء المجسات)، مع زعانف وأكياس حبر تعمل بكامل طاقتها. إنهم يشبهون البالغين المصغرين وهم بالفعل سباحون أقوياء. يظهرون سلوكًا تعليميًا بعد أسبوعين من الفقس.
غالبًا ما يكون الفقس آكلي لحوم البشر. يعتبر هذا هو السبب الرئيسي لوفاة الحبار الصغير، لا سيما في التجمعات السكانية الكثيفة. ومع ذلك، فإن أكل لحوم البشر عادة ما يحدث فقط عندما يكون الأفراد الذين تم أكلهم قد أضعفوا بالفعل أو ماتوا، لذلك قد يكون السبب الحقيقي للوفاة هو شيء آخر. عادة ما يمكن التعرف على البالغين من خلال حجمهم، الذي يتراوح من 20 إلى 60 مليمتر (0.79 إلى 2.36 بوصة) في الطول. يصلون إلى مرحلة النضج الجنسي في أقل من 210 يومًا في البرية. يصل الذكور إلى مرحلة النضج الجنسي في وقت أبكر من الإناث. في التجمعات الأسيرة، ينضج الذكور بعد 140 يومًا من الفقس على الأكثر. تبدأ الإناث في التبويض في حوالي 156 إلى 196 يومًا بعد الفقس. ينضج كل من الذكور والإناث في وقت مبكر في الأسر أكثر من البرية. قد تلعب درجة حرارة الماء دورًا مهمًا في النضج الجنسي المبكر للعينات الأسيرة. قد تؤدي درجات الحرارة المرتفعة إلى تقصير الأعمار وأحجام الجسم الأصغر، بينما تفضل درجات الحرارة المنخفضة الأعمار الأطول والأفراد الأكبر حجمًا.
تتمتع حبار الشعاب المرجانية ذات الزعانف بأحد أسرع معدلات النمو المسجلة لأي لافقريات بحرية كبيرة. يمكن أن يصلوا إلى 600 غرام (1.3 رطل) في أربعة أشهر فقط. ومع ذلك، لا يمكن في كثير من الأحيان ربط الحجم بشكل موثوق به مع العمر، حيث أن الاختلافات في حجم الجسم خلال جيل واحد شائعة إلى حد ما. في الأسر، يبلغ عمر الحبار المرجانية ذات الزعنفة الكبيرة 161 إلى 315 يومًا لكلا الجنسين.

## الأهمية الاقتصادية

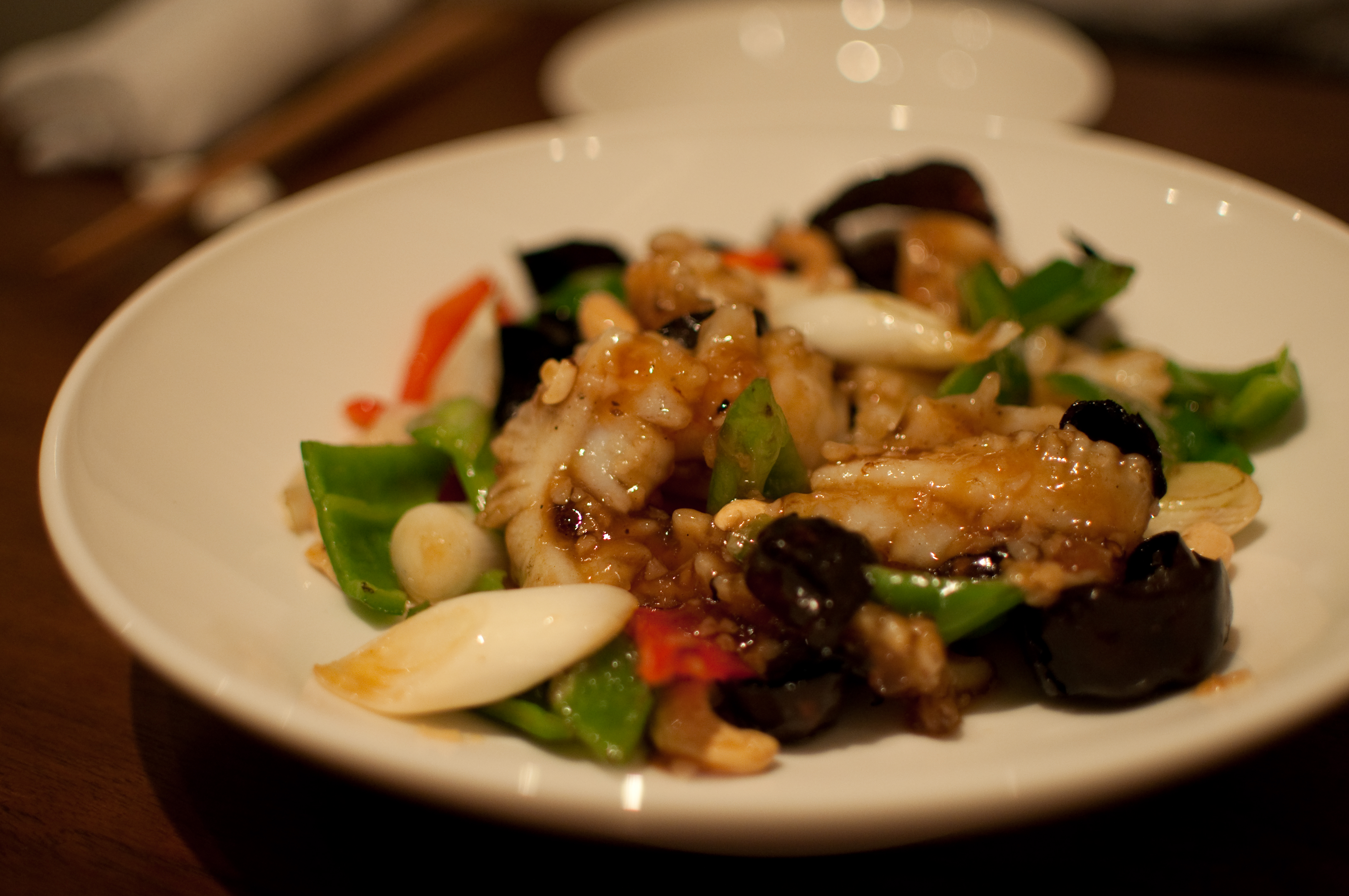
الحبار المرجاني ذو الزعانف المقلي

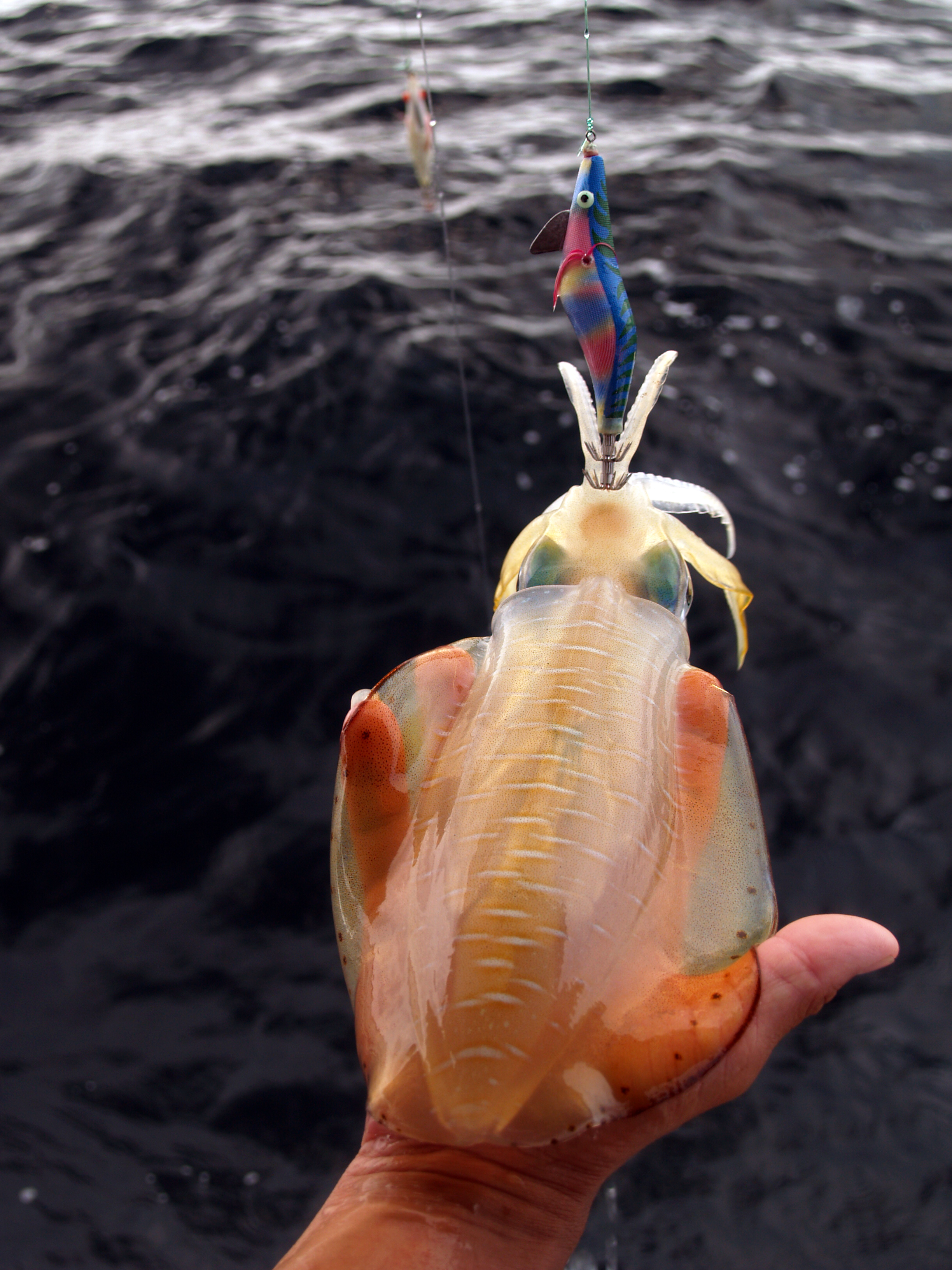
اصطاد الحبار المرجاني ذو الزعانف الكبيرة قبالة بيكان، ماليزيا عن طريق القفز.

### الصيد التجاري والاستهلاك البشري
يعتبر الحبار ذو الزعانف المرجانية أحد أكثر أنواع الحبار التجارية أهمية،  ويتم استهلاكه على نطاق واسع كغذاء للإنسان. وعادة ما يتم اصطيادها بأعداد كبيرة عن طريق الصيد بشباك الجر أو الصيد بالشباك أو المصائد ذات الشباك الثابتة.  في الصيد على نطاق صغير، يتم صيدها عن طريق القفز أو الشباك أو بنادق الرمح التي تحركها المقلاع أو باستخدام أواني الحبار.
عادة ما تتم عمليات صيد حبار الشعاب المرجانية ذات الزعانف (خاصة في القفز) في الليل واستخدام الأضواء الساطعة، والاستفادة من جاذبيتها للإضاءة. تتواجد بكثرة بشكل خاص أثناء اكتمال القمر وفي طقس ضبابي. تجمعات حبار الشعاب المرجانية ليست موسمية، ويمكن صيدها على مدار العام.  كما أنها تستخدم كطعم للأسماك في الصيد بالصنارة والخيط.
نظرًا لمعدل نموها السريع، وقصر عمرها، وتحملها للمناولة والأسر، تعتبر حبار الشعاب المرجانية ذات الزعانف الكبيرة واحدة من أكثر الأنواع الواعدة لتربية الأحياء البحرية. على الرغم من وجود العديد من الدراسات حول هذا الموضوع، إلا أنه لم يتم الإبلاغ عن ثقافات على نطاق تجاري اعتبارًا من عام 2011.

### البحوث الطبية الحيوية
الحبار ذو الزعانف هو أول أنواع الحبار المستزرعة لأكثر من جيل واحد. من اللافت للنظر قدرته على التكيف بسهولة مع الوقوع في خزانات،  وهو أحد أنواع الحبار القليلة التي تمت ملاحظة مدى عمرها بالكامل في ظل ظروف معملية.
تعتبر حبار الشعاب المرجانية ذات الزعانف أيضًا مصادر قيمة لمحاور الحبار العملاقة المستخدمة في البحث في علم الأعصاب وعلم وظائف الأعضاء. على عكس محاور الحيوانات الأخرى، فإن محاور الحبار كبيرة جدًا. يمكن أن يتراوح قطر حبار الشعاب المرجانية من 350 إلى 560 ميكرومتر (على عكس النموذجي 1 ميكرومتر للبشر). في الحياة، يتم استخدام هذه المحاور العملاقة من قبل الحبار لتنسيق سلوك النفث الهارب، مما يمكّن الحبار من تقليص عضلاته في جزء من الثانية مباشرة من الدماغ.

### الاحتباس الحراري
تتكيف حبار الشعاب المرجانية ذات الزعانف الكبيرة مع درجات الحرارة الأكثر دفئًا عن طريق وضع المزيد من البيض، مما يجعلها مؤشرًا جيدًا على تغير المناخ. بالاقتران مع معدلات النمو السريع والعمر القصير، قد ترتفع أعداد حبار الشعاب المرجانية الكبيرة بشكل كبير استجابةً للاحتباس الحراري. قد يلعب الصيد الجائر أيضًا دورًا مهمًا. في خليج تايلاند، أُجبرت صناعة صيد الأسماك على التكيف مع الأعداد الكبيرة من حبار الشعاب المرجانية الكبيرة الموجودة الآن في المنطقة، والتي يُعتقد أنها نتيجة الصيد الجائر للحيوانات المفترسة الطبيعية للحبار. يصفها العالم الأسترالي جورج جاكسون بأنها «أعشاب البحر».
قد تؤدي المياه الدافئة أيضًا إلى تسريع توسع الحبار في المناطق التي لم يكن موطنًا لها من قبل. قد يكون اكتشافه الأخير كمهاجر ليسيبسي في البحر الأبيض المتوسط مثالاً على ذلك.

## روابط خارجية
- فيديو لحبار الشعاب المرجانية الكبيرة تتكاثر من موقع YouTube.com.